# Postimees

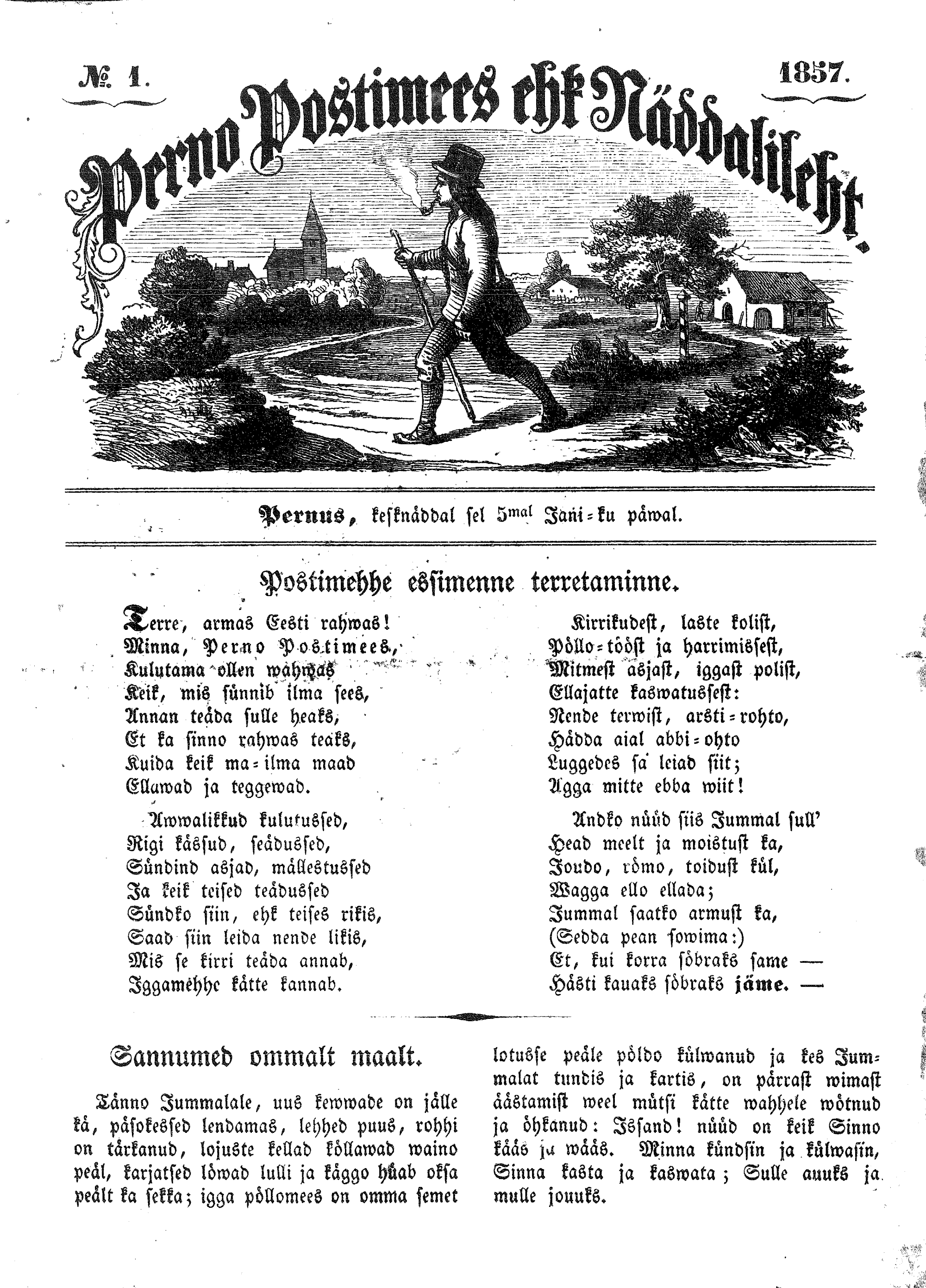
Capa da primeira edição do Perno Postimees (1857)

Postimees (O Mensageiro) é um dos mais importantes jornais da Estônia. Depois do tablóide SL Õhtuleht, ele é o jornal de maior edição e mais influente do país.

## História
Em 1856, o Tsar Alexandre II, emitiu a permissão para a impressão do Perno Postimees ehk Näddalileht. Ele circulou inicialmente de 1857-1863 em Pärnu com uma edição semanal de oito páginas em língua estoniana. O principal redator do Perno Postimees tornou-se o publicitário Johann Voldemar Jannsen. O segundo jornal estoniano, o Tallorahwa Postimees, que surgiu em Tartu no mesmo ano do recebimento da autorização para ser impresso, precisou depois de dois anos de atividade suspender a sua edição.
Em 1864 Jannsen deixou o Perno Postimees e juntamente com o editor Laakman fundou um jornal concorrente, o Eesti Postimees, que rapidamente superou o Perno Postimees em popularidade. Os dois jornais, na segunda metade do século XIX, representaram um importante papel na construção de uma consciência nacional estoniana.
Em 1882 Jannsen vendeu o Eesti Postimees, que foi administrado de 1882-1885 por Karl August Hermann. Em 1884 Karl August Hermann adquiriu o jornal e transferiu a redação para Tartu. 
O Pärnu Postimees continuou a ser editado até 1885. A partir de 1886, em Tartu, o recém fundado jornal Postimees, sob a direção de Hermann começou a circular semanalmente (1886/87), depois 1887-91, três vezes por semana. Em 1891 o Postimees tornou-se o primeiro jornal diário da Estônia. Assim como o Eesti Postimees, o Postimees também foi o porta-voz da luta contra o czarismo e a russificação na Estônia. Em 1896 Hermann vendeu o Postimees para um conjunto de empresários.
Um dos sócios proprietários do jornal era o jornalista e político estoniano Jaan Tõnisson. Ele através do Postimees se tornaria a principal figura da imprensa nacional e o fundador da República da Estônia em 24 de fevereiro de 1918. De 1896 até 1930 ele foi o único proprietário do Postimees e de 1896 até 1935, o seu chefe de reportagem.
Com a ocupação da Estônia em 1940 pela União Soviética, foi proibida a liberdade de imprensa e o jornal foi fechado em 13 de julho de 1941. De 1948 até 1990 ele circulou como um jornal comunista com o nome de Edasi (Avante).

## O Postimees hoje
Depois da restauração da independência da Estônia em 1991, o Postimees foi novamente fundado. O proprietário é o Grupo de Mídia da Estônia, sendo que um dos grupos de mídia líderes na Escandinávia, o conglomerado norueguês Schibsted detém 92,5% de suas ações.
Pertencem também ao Grupo Postimees os jornais regionais Tartu Postimees, Pärnu Postimees, Sakala, Virumaa Teataja, Järvamaa Teataja e Valgamaalane. Em 1995, o Postimees lançou a sua própria página na internet, que era então só uma divulgação on-line de suas histórias jornalísticas. Em 2000, o website foi aperfeiçoado e começou a publicar on-line notícias diárias e estabeleceu-se desde então, como um portal de notícias on-line. Desde novembro de 2005 é publicada uma edição diária do jornal em língua russa, que já atingiu a marca de 25.000 leitores.
A partir de 2006, o jornal é o maior produtor de notícias on-line da Estônia, com cerca de 140.000 leitores por semana. A sede da redação está localizada na capital Tallinn, com uma filial em Tartu. A cantora estoniana Kerli é colunista da página virtual do jornal.